# Фарид Алибабазаде
Фарид Алибабазаде (азерб. Fərid Babazadə; род. 1994) — азербайджанский боец смешанных единоборств, призёр олимпиады боевых искусств.

## Биография
Фарид Алибабазаде родился в 1994 году в городе Баку, с 2003 года начал заниматься Дзюдо, начал карьеру бойца в 20 лет.

## Карьера
Фарид Алибабазаде впервые выступил на турнире «Open Georgia» в 2014 году где он стал первым, затем он выступил на Олимпиаде Боевых Искусств Восток-Запад по Боевому Самбо и по Грэпплингу в обоих видах занял 3-е место.
Дебютировал в профессиональном мма в 2015 году.
На данный момент Фарид провел 15 поединков, 9 побед 5 поражений и 1 ничья.

## Достижения
КМС по Самбо
Многократный Призер и чемпион Азербайджана по Грэпплингу по версиям Ги и Но-Ги
2 кратный чемпион Азербайджана по Фри Файту
4 кратный чемпион Азербайджана по Кемпо
4 кратный чемпион Азербайджана по Бразильскому джиу-джитсу
обладатель черного кубка черного моря по мма